# Grete Møldrup
Grete Møldrup (* 27. Februar 1944 in Birkerød) ist eine dänische Filmeditorin und Regieassistentin.

## Leben und Tätigkeit
Grete Møldrup hat seit dem Jahr 1971 eine Vielzahl von skandinavischen Filmproduktionen, Fernsehserien, Kurzfilme und Dokumentarfilmen als Cutterin bearbeitet.
Ihre Aufgabe ist es, das bei den Dreharbeiten entstandene Rohmaterial eines Films durch den Schnitt bzw. die Montage der Szenen zu gestalten. So war sie an Der (wirklich) allerletzte Streich der Olsenbande aus dem Jahr 1998 beteiligt.
Zudem wirkte Møldrup auch bei vielen Produktionen als Regieassistentin mit.

## Filmografie (Auswahl)
- 1978: Winterkinder (Vinterbjörn)
- 1980: Der Augenblick (Øjeblikket)
- 1981: Belladonna
- 1982: Eine Leiche zuviel (Det parallelle lig)
- 1989: Tanzen mit Regitze (Dansen med Regitze)
- 1991: Der schöne Badetag (Den store Badedag)
- 1992: Sofie
- 1993: Die Schleuder (Kdisbellan)
- 1998: Der (wirklich) allerletzte Streich der Olsenbande (Olsen-bandens sidste stik)
- 2008: Vater hoch vier – Jetzt erst recht! (Far til Fire – På Hjemmebane)
- 2010: Vater hoch vier – Japanisch für Anfänger (Far til fire – på japansk)
- 2011: Vater hoch vier – Zurück zur Natur (Far til fire – tilbage til naturen)
- 2012: Vater hoch vier – Auf hoher See (Far til fire: Til søs)